# Chromodoris willani
Chromodoris willani är en art av nakensnäcka i släktet Chromodoris, först beskriven av William B. Rudman och döpt efter Dr. Richard C. Willan, en taxonom vars huvudområde utgjordes av nakensnäckor.

## Beskrivning
Nakensnäckans bakgrundsfärg är ofta ljust himmelsblå och vågrätt längst kroppen löper några mörkt blå till svarta, smala streck. Två av dem sträcker sig från djurets huvud och rhinoporer till fotens bakre del. Vissa streck är kortare och finns på dorsalsidan. Fotens kanter är vita och undersidan i samma blå kulör som ryggsidan. Rhinoporerna och de köttiga ryggstrukturerna har en vit bakgrundsfärg med inslag av glittrande, diamantliknande hudflikar. Variation i färgteckning förekommer, det finns även helt vita individer med svarta streck.
Chromodoris willani är en mindre art och sannolikt är maxlängden 2,5 cm. Jämförelsevis är arter av nakensnäckor i släktet Nembrotha mycket större. Chromodoris willani påminner om andra arter i samma släkte; Chromodoris lochi, Chromodoris boucheti och Chromodoris dianae, men kan särskiljas från dem med de vita, glittrande fläckarna på gälar och rhinoporer.

## Ekologi och levnadssätt
Arter av släktet Chromodoris livnär sig på olika arter av svampdjur. Det förekommer rapporter om att den här artens föda utgörs av svampdjur av arterna Cacospongia mycofijensis, och arter i släktet Semitaspongia. 
Precis som andra gastropoder är Chromodoris willani hermafroditer, tvåkönade och den individ som lyckas med att befrukta den andra blir hane under parningen. Äggen läggs på substrat som sten eller koraller och kläcks sen till planktonlarver, innan de utvecklas till vuxna individer. 
Livsmiljön utgörs av rev och atoller där svampdjur som utgör artens föda påträffas. Arten är marin och förekommer bara i saltvatten, i varma tropiska regioner.

## Utbredning
Chromodoris willani förekommer i västra havsområdet mellan Indiska oceanen och Stilla havet, mellan Indonesien och Filippinerna.

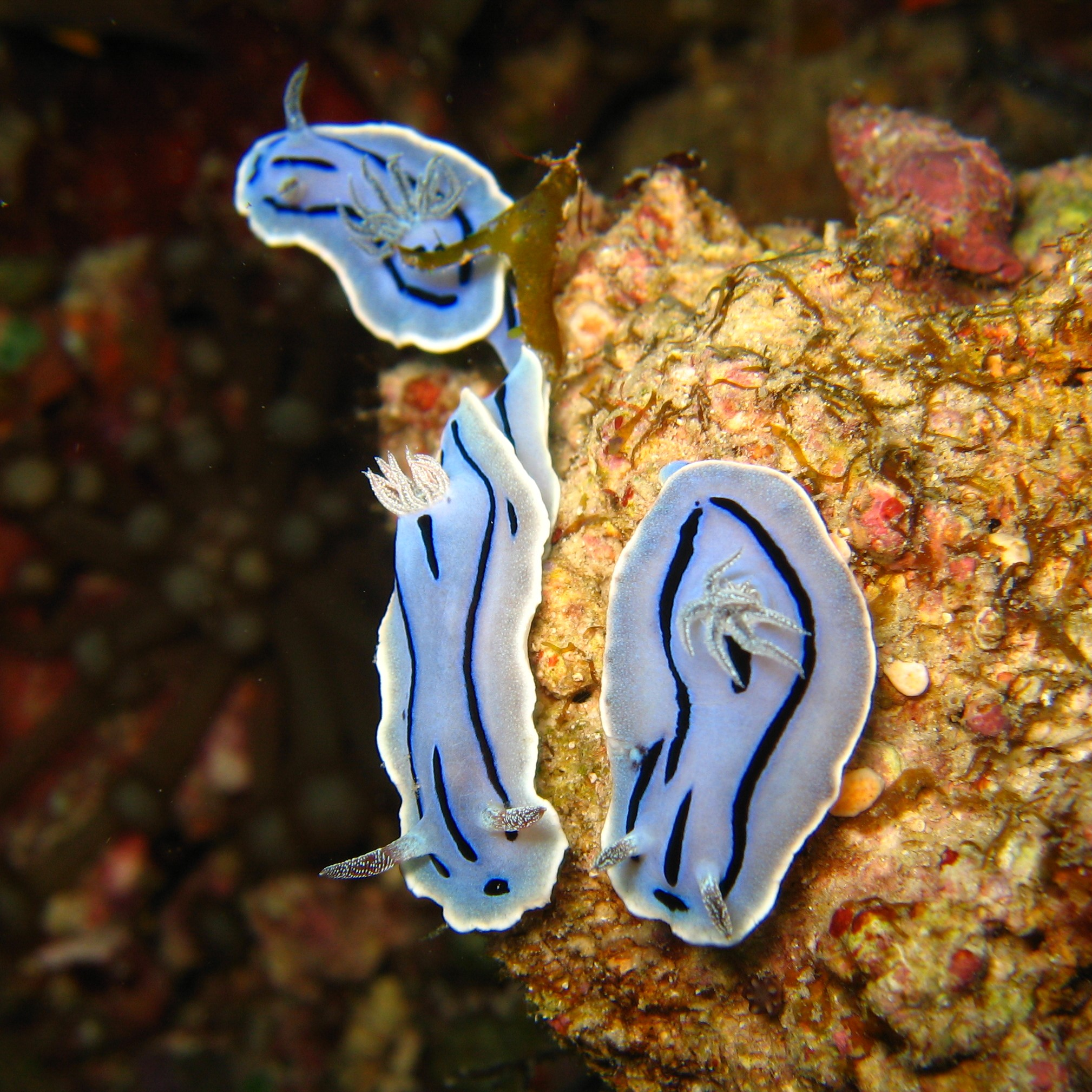
Tre ljusblå individer
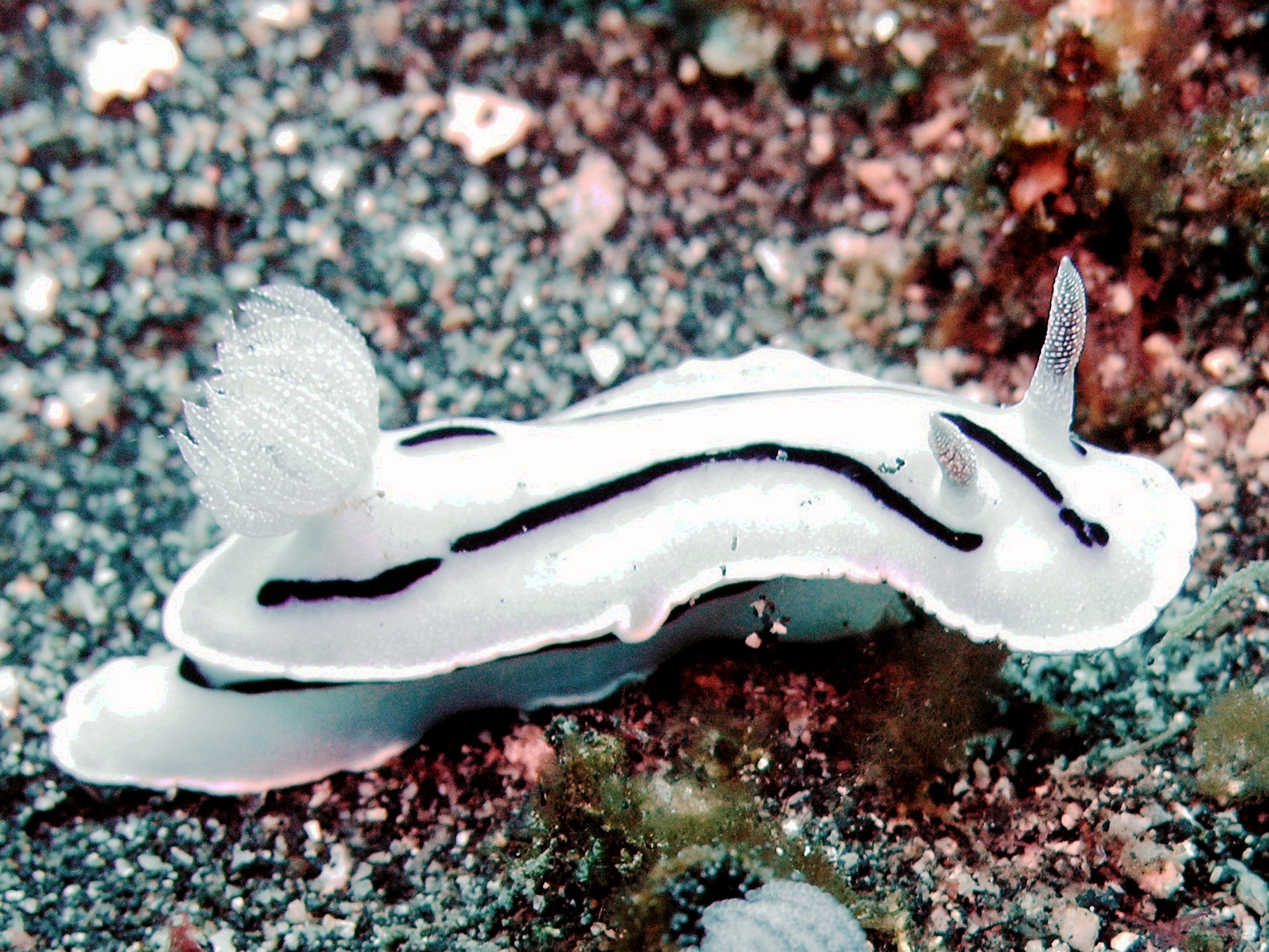
Vitt exemplar av arten